# Buhid (llengua)
El Buhid és una llengua parlada pels Mangyans a l'illa de Mindoro, a les Filipines. Els seus dialectes s'agrupen en dos blocs, l'oriental i l'occidental. El mot Buhid significa literalment "habitants de les muntanyes".
Per a l'escriptura, utilitza l'alfabet buhid, codificat a l'Unicode al Bloc Buhid (Buid) (1740–175F).

## Distribució
Segons Barbian (1977) es parla en els territoris següents.
- Malfalon, Calintaan, Mindoro Occidental
- Barrio Rambida, Socorro, Mindoro Oriental
- Bato Eli, Barrio Monte Claro, San José Pandurucan (al banc meridional del Riu Bugsanga (Bisanga))
- Barrio Batangan, Panaytayan, Mansalay, Mindoro Oriental